# Ferdinand Brettes
Pour les articles homonymes, voir Brettes.
Ferdinand Brettes (1837 à Maurrin - 1923 à Saint-Sever) est un prêtre ésotériste et chanoine français, lié à Paul Rosen.

## Biographie
Prêtre du diocèse de Bordeaux (1861-18..), puis de celui de Paris, chanoine prébendé de Paris (1886-1904), puis honoraire, également chapelain à l'École patronale de Sainte-Geneviève (1868-1874). Il a été vicaire à la Madeleine (à Paris), en 1874. Premier vicaire de Notre-Dame de Clignancourt de 1874 à 1886. Il fut un des fondateurs des Cercles catholiques ouvriers et le fondateur de l'Académie de droit canonique et en 1894, de la Société des sciences psychiques. En 1898, il s'oppose au chanoine Élie Méric au sujet de Papus.